# Khvosh Qeshlāq
Khvosh Qeshlāq (persiska: خوش قشلاق, خوش قِشلاق) är en ort i Iran.   Den ligger i provinsen Kurdistan, i den nordvästra delen av landet, 400 km väster om huvudstaden Teheran. Khvosh Qeshlāq ligger 1 625 meter över havet och antalet invånare är 391.
Terrängen runt Khvosh Qeshlāq är kuperad.Runt Khvosh Qeshlāq är det ganska glesbefolkat, med 48 invånare per kvadratkilometer. Närmaste större samhälle är Qaplān Tū, 16,5 km söder om Khvosh Qeshlāq. Trakten runt Khvosh Qeshlāq består i huvudsak av gräsmarker.